# Beijing U5
Der Beijing Senova D50 (seit 2020 Beijing U5) ist eine Mittelklasse-Limousine des chinesischen Herstellers Beijing Motor Corporation. Die Marke lautet Beijing und die Submarke Senova. Der Hersteller selber bezeichnet Senova als Series.

## 1. Generation (2014–2019)

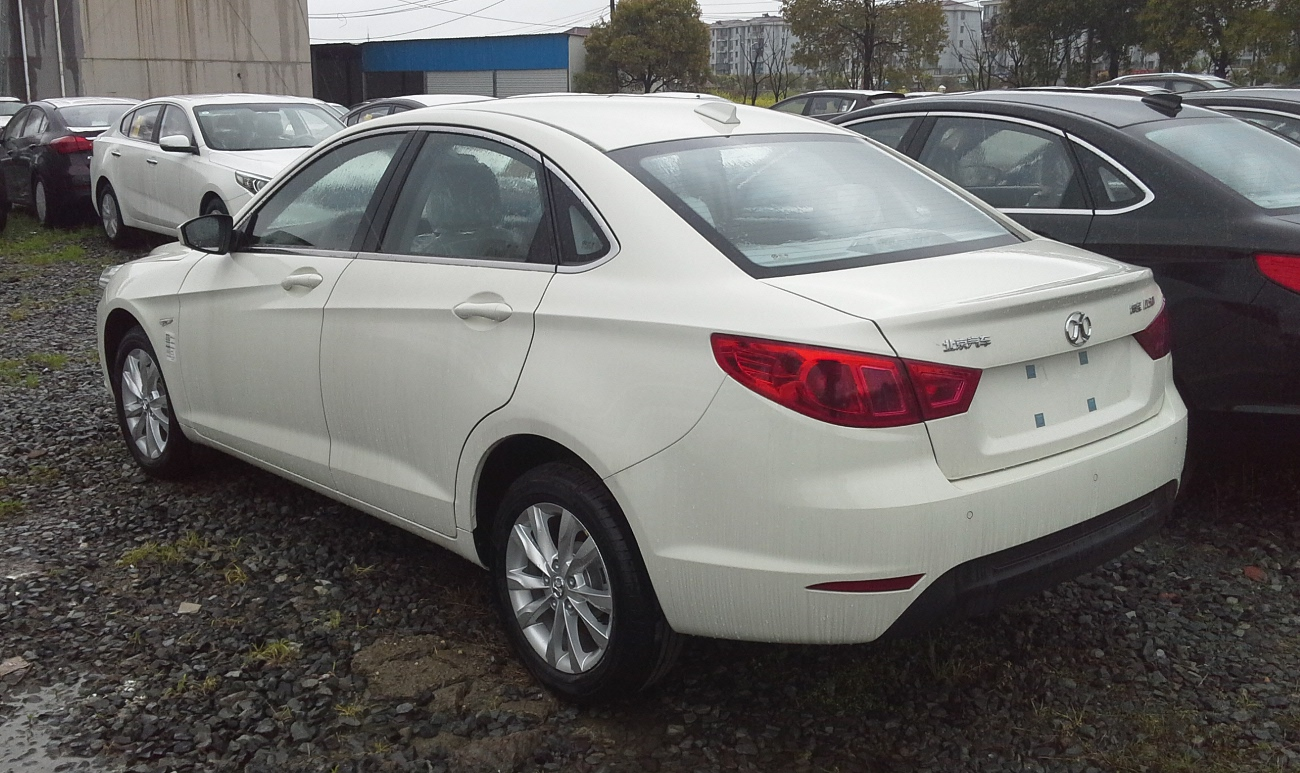
Heckansicht

Im April 2014 brachte der Hersteller mit dem Senova D50 ein Mittelklassefahrzeug auf den Markt. Mit nur einfachen Materialien und teils schlechter Verarbeitung stellte das Modell das Einsteigermodell der Marke dar. Konkurrenten sind Modelle wie der Zhonghua Grandeur. Es ist zudem das erste Modell der Submarke, welches für Exportmärkte auch als Rechtslenker produziert wurde.
Die für das Modell verwendeten Stilelemente stammen vom Lexus IS (Heck), dem BMW 5er (Seitenlinie), und dem Buick LaCrosse (Front).
Die Limousine gab es lediglich mit einer einzigen Motorvariante. Der Hubraum dieser Variante ist mit 1499 cm³ angegeben bei einer Leistung von 83 kW (113 PS) bei 6000/min. Der Durchschnittsverbrauch liegt bei 6,9 Liter auf 100 km mit dem 5-Gang-Schaltgetriebe und bei 7,3 Liter auf 100 km mit dem CVT-Getriebe.

### Technische Daten
|                                             | 1.5                       |
| Bauzeitraum                                 | 04/2014–11/2017           |
| Motorkenndaten                              |                           |
| Motortyp                                    | R4-Ottomotor              |
| Hubraum                                     | 1499 cm³                  |
| max. Leistung bei min−1                     | 83 kW (113 PS) / 6000     |
| max. Drehmoment bei min−1                   | 147 Nm / 4000             |
| Kraftübertragung                            |                           |
| Antrieb                                     | Vorderradantrieb          |
| Getriebe, serienmäßig                       | 5-Gang-Schaltgetriebe     |
| Getriebe, optional                          | (Stufenloses Getriebe)    |
| Messwerte                                   |                           |
| Höchstgeschwindigkeit                       | 180 km/h                  |
| Beschleunigung, 0–100 km/h                  | 13,1 s (13,8 s)           |
| Kraftstoffverbrauch auf 100 km (kombiniert) | 6,9 l Super (7,3 l Super) |
| Tankinhalt                                  | 55 l                      |

### EU260/EU400

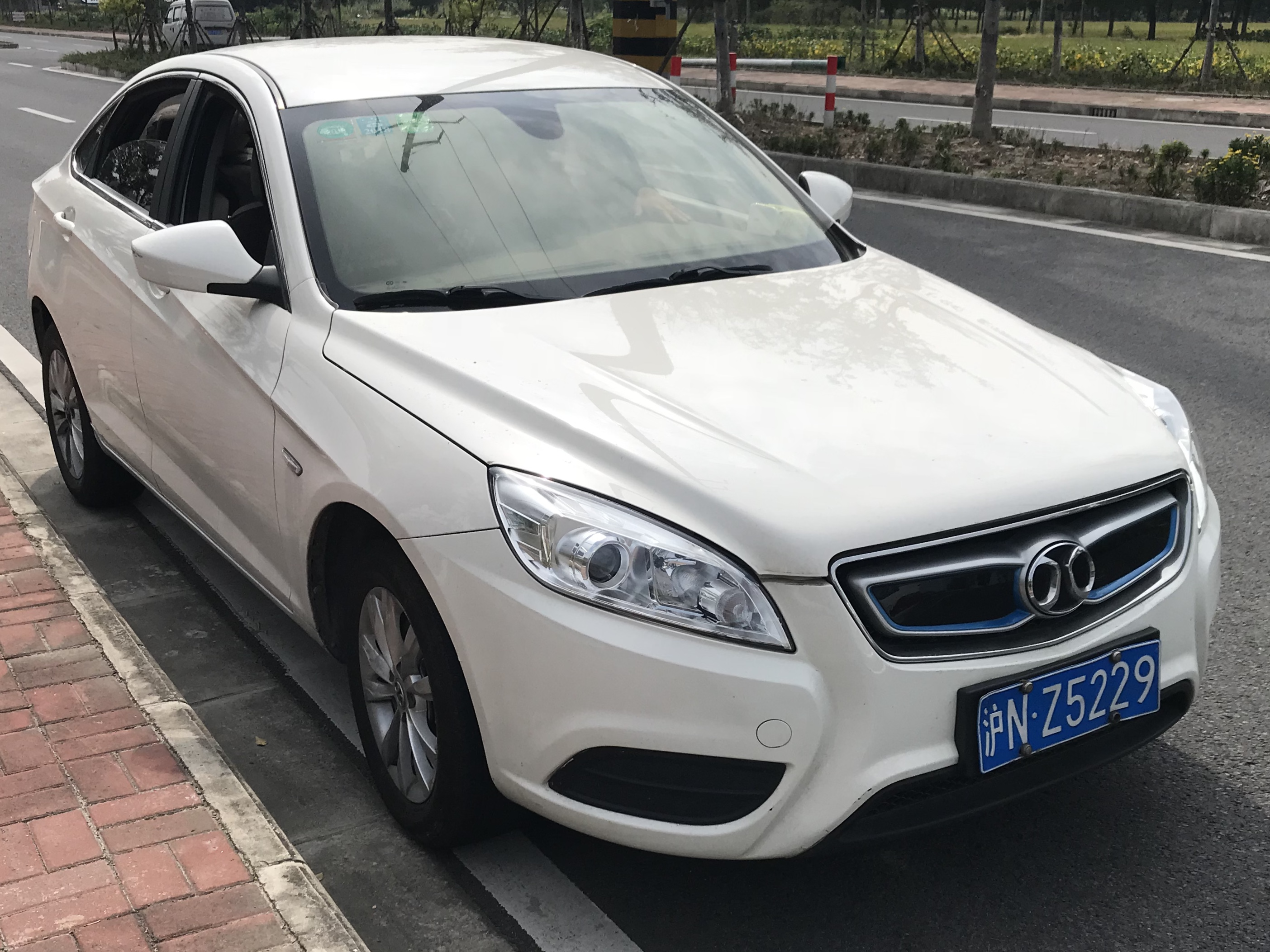
BJEV EU260 (seit 2016)

Unter der Marke BJEV wurde auf der Auto Shanghai im April 2015 das Konzeptfahrzeug BJEV EV300 vorgestellt, das einen Ausblick auf eine Elektroversion des D50 liefern sollte. Das Serienmodell BJEV EU260 wurde schließlich auf der Guangzhou Auto Show im November 2015 vorgestellt und kam im ersten Quartal 2016 in China in den Handel. Es wird von einem 100 kW (136 PS) starken Elektromotor angetrieben, der die Limousine in neun Sekunden auf 100 km/h beschleunigt. Später kam mit dem BJEV EU400 noch eine Version mit einer höheren Reichweite in den Handel. Diese wurde mit der Einführung der zweiten Generation im Gegensatz zum EU260 vom Markt genommen.

## 2. Generation (seit 2017)
Die zweite Generation des D50 wird seit November 2017 verkauft. Mit der Einstellung der Submarke Senova wurde die Baureihe im Juli 2020 in Beijing U5 umbenannt. Auf der Auto Shanghai im April 2021 präsentierte der Hersteller eine überarbeitete Version des U5. Den Antrieb der Limousine übernimmt der Vorgängermodell bekannte 1,5-Liter-Ottomotor. Seit Juli 2019 wird dieser Motor außerdem mit Turbolader angeboten. Diese Variante leistet 110 kW (150 PS). Der Changhe A6 baut auf dem D50 auf.

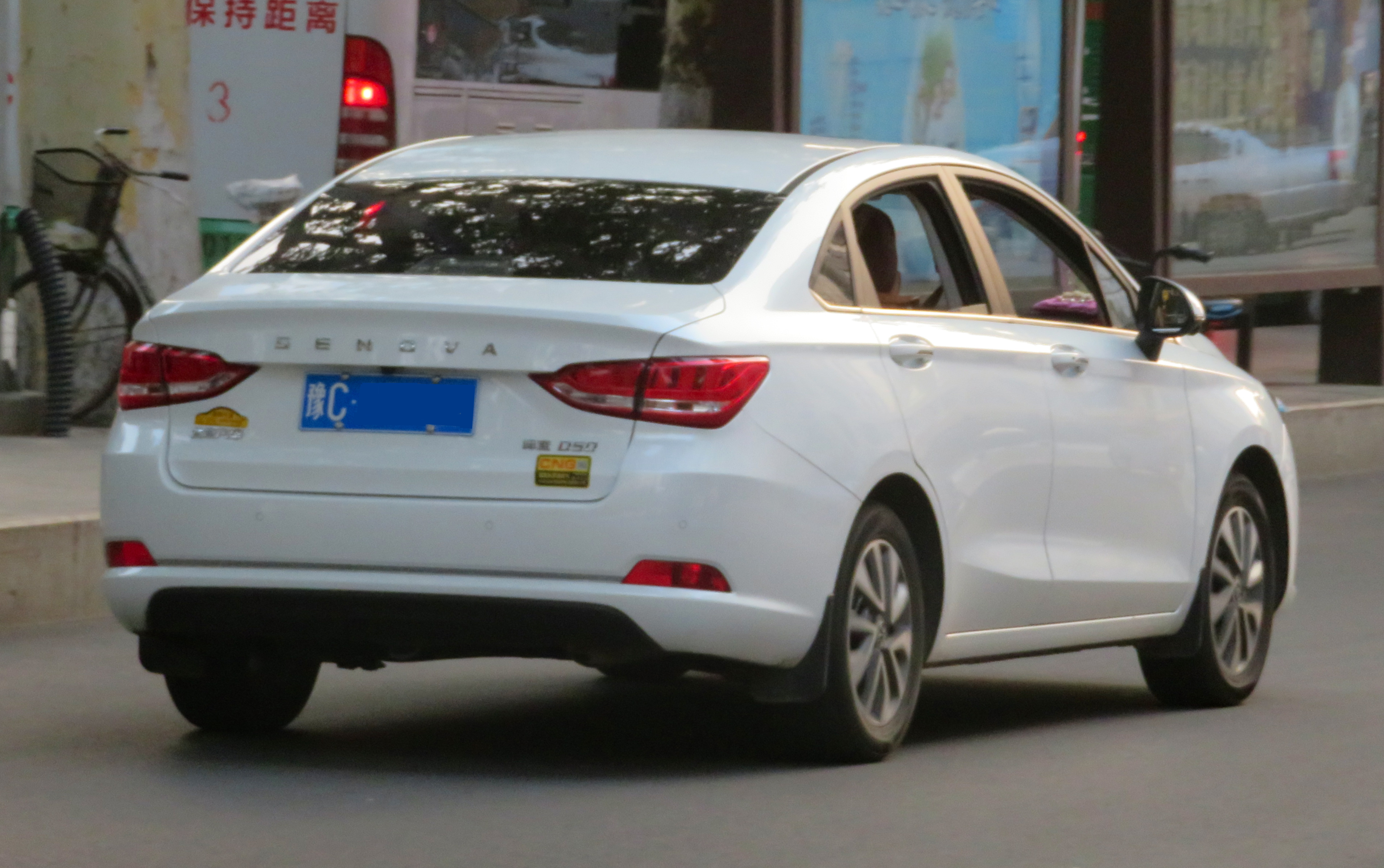
Heckansicht
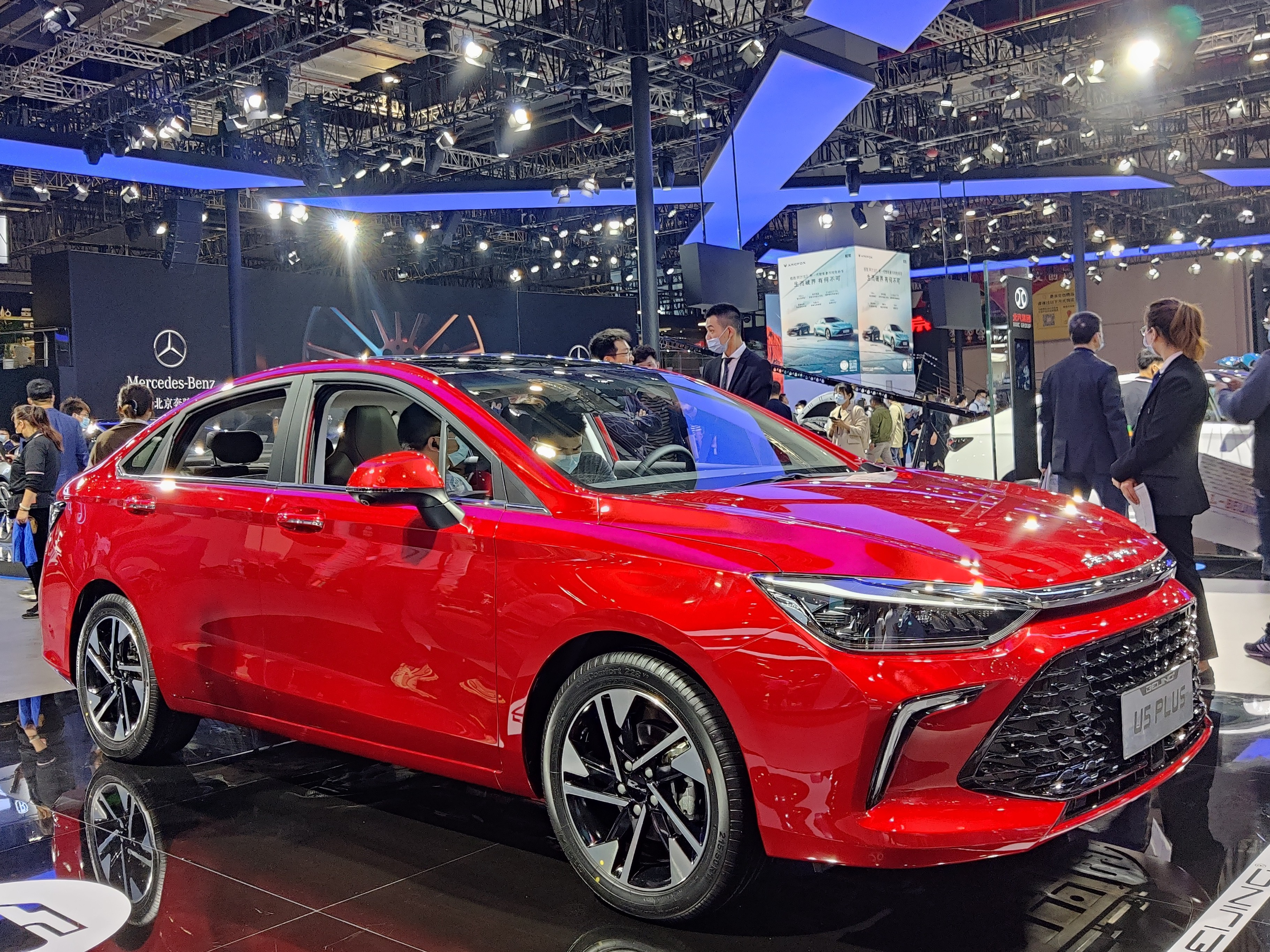
Beijing U5 (seit 2021)
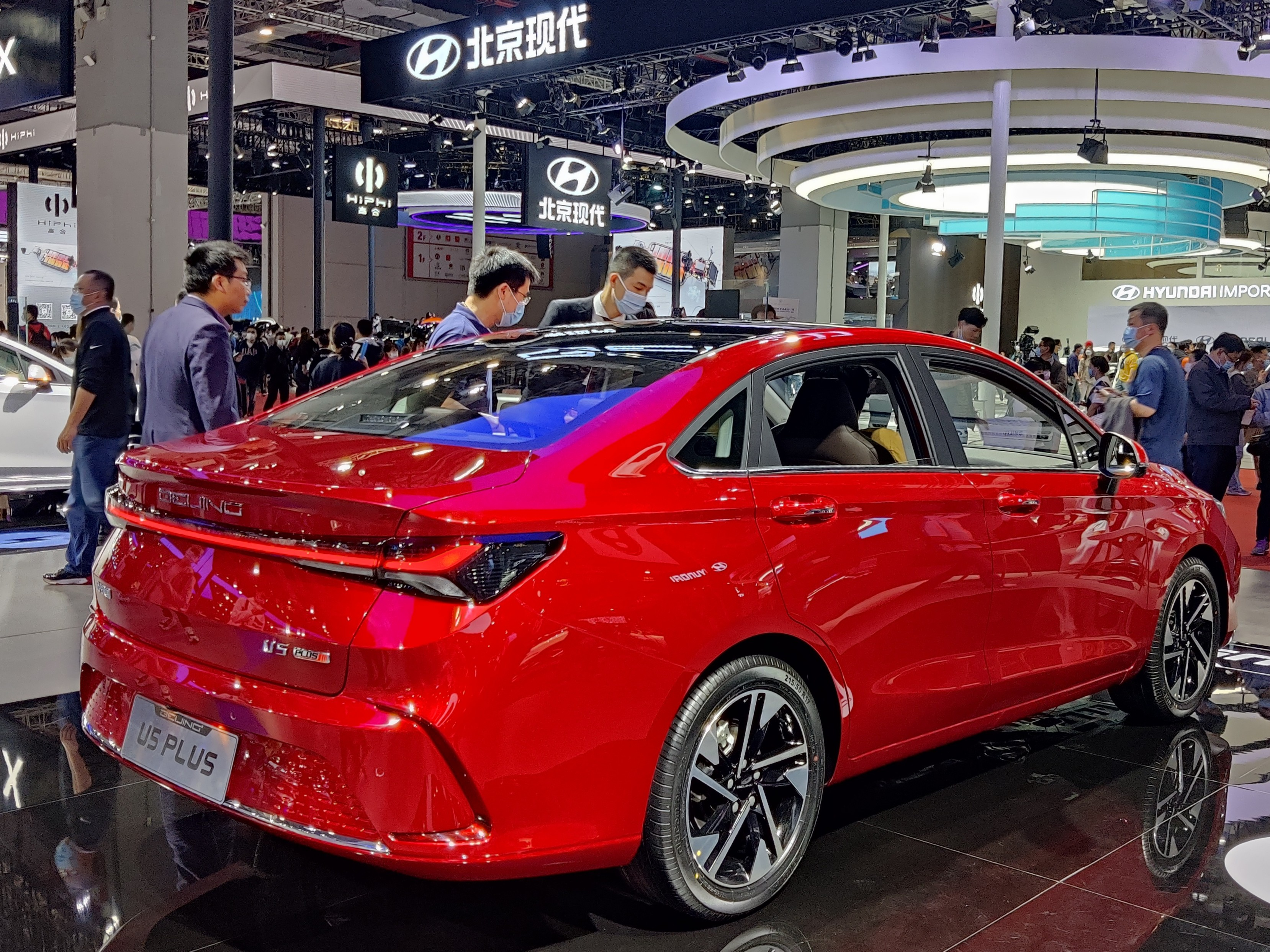
Heckansicht

### Technische Daten
|                                             | 1.5                       | 1.5                       | 1.5T                      |
| Bauzeitraum                                 | seit 11/2020              | seit 11/2017              | 07/2019–04/2023           |
| Motorkenndaten                              |                           |                           |                           |
| Motortyp                                    | R4-Ottomotor              | R4-Ottomotor              | R4-Ottomotor              |
| Hubraum                                     | 1499 cm³                  | 1499 cm³                  | 1499 cm³                  |
| max. Leistung bei min−1                     | 77 kW (105 PS) / 6000     | 85 kW (116 PS) /          | 110 kW (150 PS) /         |
| max. Drehmoment bei min−1                   | 134 Nm / 4800             | 148 Nm /                  | 210 Nm /                  |
| Kraftübertragung                            |                           |                           |                           |
| Antrieb                                     | Vorderradantrieb          | Vorderradantrieb          | Vorderradantrieb          |
| Getriebe, serienmäßig                       | 5-Gang-Schaltgetriebe     | 5-Gang-Schaltgetriebe     | 6-Gang-Schaltgetriebe     |
| Getriebe, optional                          | (Stufenloses Getriebe)    | (Stufenloses Getriebe)    | (Stufenloses Getriebe)    |
| Messwerte                                   |                           |                           |                           |
| Höchstgeschwindigkeit                       | 170 km/h (170 km/h)       | 180 km/h (180 km/h)       | 190 km/h (185 km/h)       |
| Beschleunigung, 0–100 km/h                  | 12,5 s (12,5 s)           | 11,7 s (k. A.)            | k. A. (k. A.)             |
| Kraftstoffverbrauch auf 100 km (kombiniert) | 6,1 l Super (6,6 l Super) | 5,7 l Super (5,9 l Super) | 5,9 l Super (6,2 l Super) |
| Tankinhalt                                  | 48 l                      | 48 l                      | 48 l                      |

### EU5

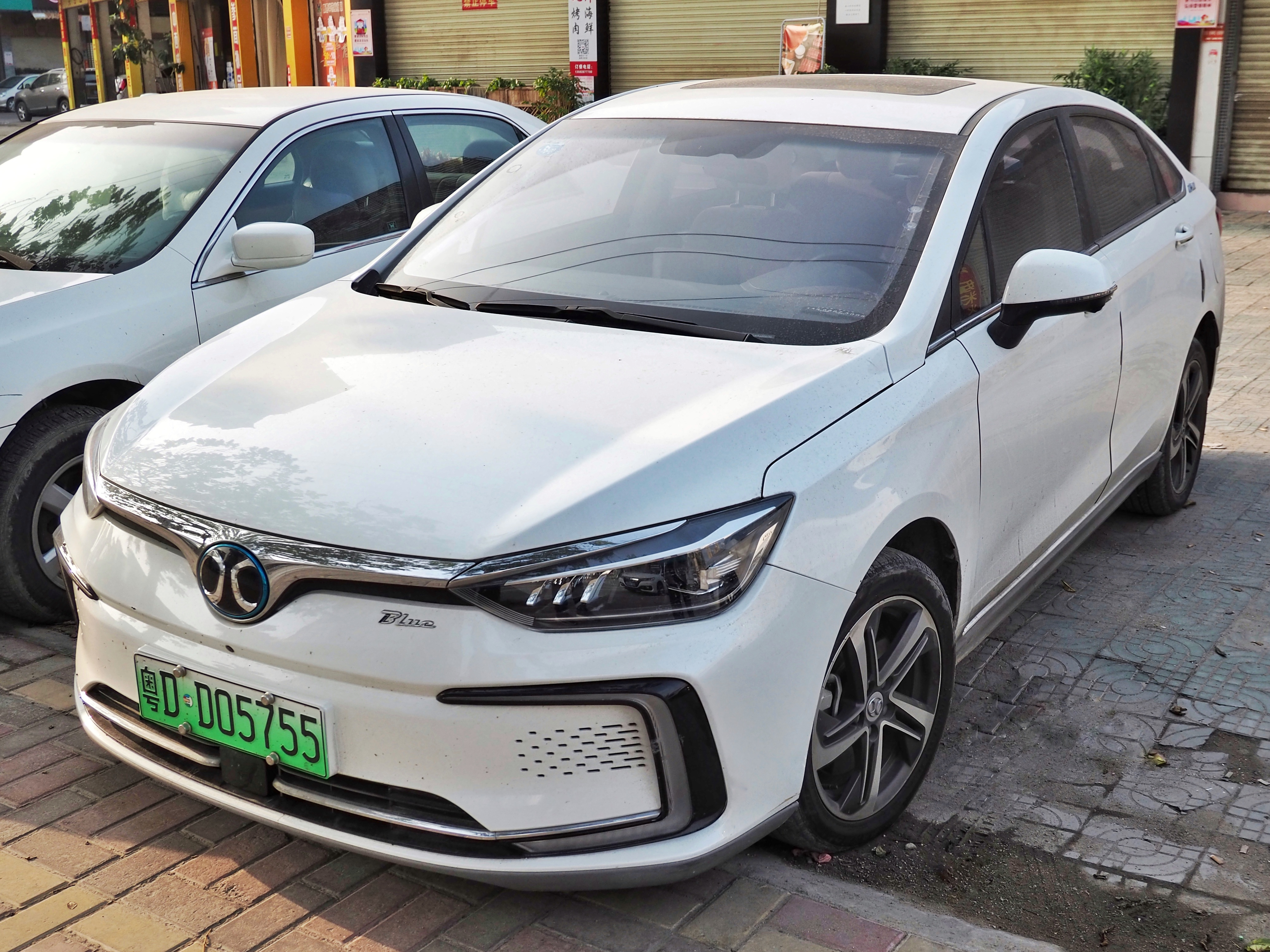
BJEV EU5 (seit 2018)

Auch von der zweiten Generation des D50 wird wieder eine Elektroversion angeboten. Sie wurde als BJEV EU5 als Nachfolgemodell des BJEV EU400 auf der Auto China im April 2018 vorgestellt. Seit Juni 2018 wird sie verkauft. Den Antrieb übernimmt ein 160 kW (218 PS) starker Elektromotor. Die Höchstgeschwindigkeit gibt der Hersteller mit abgeregelten 155 km/h, die elektrische Reichweite mit bis zu 501 km an.